# 埃代恩
埃代恩（法語：Edern，法語發音：[edɛʁn]）是法国菲尼斯泰尔省的一个市镇，位于该省南部，属于坎佩尔区。

## 地理
埃代恩（48°6'11"N, 3°58'37"W）面积39.98 平方千米，位于法国布列塔尼大區菲尼斯泰尔省，该省份为法国最西部的省份，位于布列塔尼半岛西部，北西南三面环大西洋，东临阿摩尔滨海省和莫尔比昂省。
与埃代恩接壤的市镇（或旧市镇、城区）包括：朗戈朗、朗迪达勒、布列克、古埃泽克、拉兹、圣图瓦、特雷古雷。

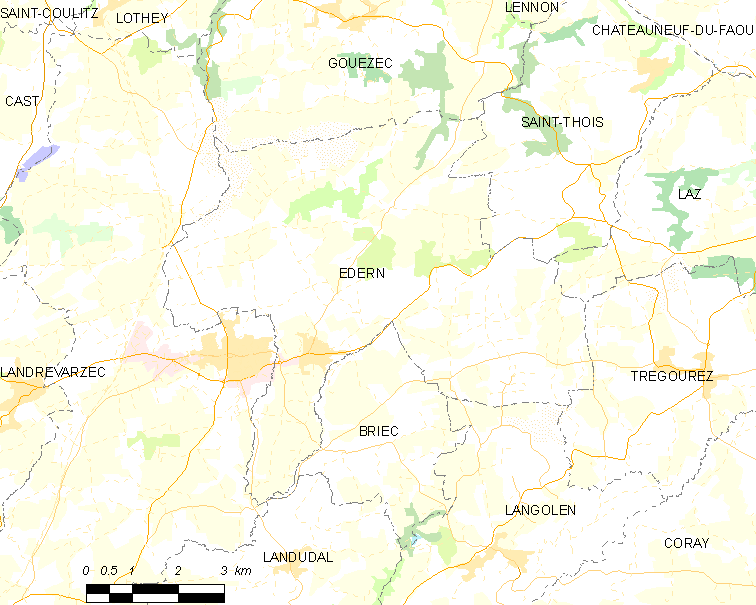
埃代恩的OSM定位图

埃代恩的时区为UTC+01:00、UTC+02:00（夏令时）。

## 行政
埃代恩的邮政编码为29510，INSEE市镇编码为29048。

## 政治
埃代恩所属的省级选区为布列克县。

## 人口

1962-2008年间埃代恩人口变化图示

埃代恩于2022年1月1日时的人口数量为2199人。